# Rim of the World (Film)
Rim of the World ist ein US-amerikanischer Science-Fiction-Film aus dem Jahr 2019 des Regisseurs McG. Der Film wurde am 24. Mai 2019 über den Streaming-Dienst Netflix veröffentlicht.

## Handlung
Alex, der vor einiger Zeit seinen Vater verloren hat, wird von seiner Mutter in ein Sommercamp im Stanislaus National Forest gebracht, damit er auf andere Gedanken kommt. Gleichzeitig kommen der exzentrische Dariush und die mysteriöse ZhenZhen in dem Camp an. Letztere ist auf eigene Kosten illegal aus China in die Vereinigten Staaten eingereist, da sie einen Flyer vom Camp gefunden hatte. Auf einem Ausflug geraten die drei in Streit und treffen auf den etwa gleichaltrigen Gabriel, der sich im Wald vor dem Gesetz versteckt. Als sie zurück ins Camp wollen, entdecken sie, dass alle Erwachsenen und auch alle Kinder evakuiert wurden. Eine Alien-Invasion hat begonnen.
Auf ihrer Suche nach Überlebenden treffen sie auf eine Flugkapsel. Eine überlebende Pilotin überlässt ihnen einen Schlüssel, den sie dringend in eine NASA-Außenstelle nach Pasadena bringen sollen. Auf dem Weg dorthin müssen sie ihre Ängste überwinden und als Team zusammenarbeiten. Verfolgt werden sie von einem Außerirdischen und dessen echsenähnlichem Hund. Beide sind nicht zu töten. Auf ihrer Flucht treffen sie eine Reihe von Erwachsenen, die ihnen aber nicht weiterhelfen, sondern eher zusätzliche Bedrohungen darstellen. So eine Bande von Kriminellen, die den Schlüssel für sich behalten wollen, und Soldaten, die jedoch nicht einmal sich selbst retten können.
Bei der NASA-Außenstelle angekommen, müssen sie feststellen, dass sich keine Überlebenden mehr dort befinden. Doch über eine Videoverbindung erhalten sie von einer weiter entfernten Basis Anweisungen für den Einsatz des Schlüssels. So können sie ein nukleares Raketensystem aus dem Kalten Krieg aktivieren und das Mutterschiff der Aliens zerstören. Die Welt ist gerettet.

## Hintergrund
Drehbuchautor Zack Stentz schrieb sein Drehbuch ab 2016 als Reminiszenz an die Abenteuerfilme der 1980er Jahre. Inspirieren ließ er sich beispielsweise bei Stand by Me – Das Geheimnis eines Sommers (1986), Die Goonies (1985) und Explorers – Ein phantastisches Abenteuer (1985). McG übernahm für seine Regie ebenfalls diese Inspirationen. So wurden einige Filmsets verwendet wie der Courthouse Square aus Zurück in die Zukunft und der Sepulveda-Staudamm, der sowohl in Die Klapperschlange (1981) als auch in Buckaroo Banzai – Die 8. Dimension (1984) Verwendung fand.
Als Stentz etwa zwei Drittel des Drehbuchs beendet hatte, landete die Streaming-Plattform Netflix mit der Serie Stranger Things einen unerwarteten Hit. Als das Drehbuch fertig war, bot Stentz es McGs Produktionsgesellschaft an, die 2018 einen Vertrag mit Netflix unterschrieben. Mit einem wesentlich geringeren Budget, als es für Science-Fiction-Filme dieser Kategorie üblich war, wurde der Film in einem 40-Tage-Dreh an den Twin Lakes in Mammoth Lakes und am Convict Lake in Mono County beendet.
Der Film erschien am 24. Mai 2019 über Netflix.

## Rezeption
Der Film wurde generell eher mittelmäßig bis schlecht bewertet. So vergab Oliver Armknecht auf Film-rezensionen.de drei Sterne und resümierte:

„Eine Katastrophe ist das Ergebnis eher nicht, zum Beschäftigen von 10-Jährigen mag das genug sein. Im Vergleich zum eine Woche zuvor veröffentlichten See You Yesterday, das ebenfalls Science-Fiction mit Jugenddrama verbindet, ist das hier aber einige Qualitätsstufen weiter unten angesiedelt.“

Sebastian Daniels von Quadratauge sieht dies ähnlich:

„Der überraschend dauerpräsente Humor nimmt dem Plot die Spannung, während die im Kern ernsthafte Geschichte wiederum den Witz des Films ausbremst. (…) Tipp: Zurücklehnen, Verstand für 100 Minuten ausschalten und immer daran denken – dieser Film ist nicht das Ende der Welt.“